# 格兰塞比特
格兰塞比特是德国梅克伦堡-前波莫瑞州的一个市镇。总面积23.36平方公里，总人口623人，其中男性318人，女性305人（2011年12月31日），人口密度27人/平方公里。